# Blond Ambition World Tour Live
Blond Ambition World Tour Live är ett videoalbum av den amerikanska popartisten Madonna, utgivet  enbart på Laserdisc av Pioneer Artists den 13 december 1990. Videon består av en filmad konsert vid Stade Charles-Ehrmann i Nice, Frankrike, den sista showen på turnén Blond Ambition World Tour.

## Låtlista
1. "Express Yourself" (med "Everybody" som introduktion)
2. "Open Your Heart"
3. "Causing a Commotion"
4. "Where's the Party"
5. "Like a Virgin"
6. "Like a Prayer"
7. "Live to Tell"
8. "Oh Father"
9. "Papa Don't Preach"
10. "Sooner or Later"
11. "Hanky Panky"
12. "Now I'm Following You"
13. "Material Girl"
14. "Cherish"
15. "Into the Groove"
16. "Vogue"
17. "Holiday"
18. "Family Affair"/"Keep It Together"